# Ботегино (Мантова)
Ботегино је насеље у Италији у округу Мантова, региону Ломбардија.
Према процени из 2011. у насељу је живело 119 становника. Насеље се налази на надморској висини од 22 м.